# Zarozhdeniye
Zarozhdeniye (del ruso: Зарождение) es un posiólok del raión de Dinskaya del krai de Krasnodar del sur de Rusia. Está situado en las llanuras de Kubán-Priazov, en la orilla izquierda del río Kochety, afluente del Kirpili, 6 km al suroeste de Dinskaya y 20 km al nordeste de Krasnodar, la capital del krai.  Tenía 857 habitantes en 2010.
Pertenece al municipio Michurinskoye.